# کالوا (هواپیما)
کالِوا (به انگلیسی: Kaleva) یک هواپیمای غیرنظامی و مسافربری-ترابری بود، که در ۱۴ ژوئن ۱۹۴۰ بر فراز خلیج فنلاند توسط دو بمب افکن شوروی سرنگون شد و همهٔ ۹ سرنشین آن کشته شدند. این حادثه در زمان صلح موقت بین اتحاد جماهیر شوروی و فنلاند در آغاز اشغال استونی توسط شوروی رخ داد. کالوا دومین هواپیمای مسافربری غیرنظامی بود که در هوا مورد حمله قرار گرفت و اولین هواپیما در تاریخ بود که در حین پرواز توسط هواپیمای متخاصم سرنگون شد. مدل هواپیمای کالوا یونکرس یو ۵۲ و جزء ناوگان شرکت هواپیمایی فنلاندی فن‌ایر بود که در دسته هواپیماهای سبک قرار می‌گیرد. از این گونه هواپیما به منظور گردش و گشت‌های هوایی کوتاه و با مسافت‌های کم استفاده می‌شود.

## حوادث

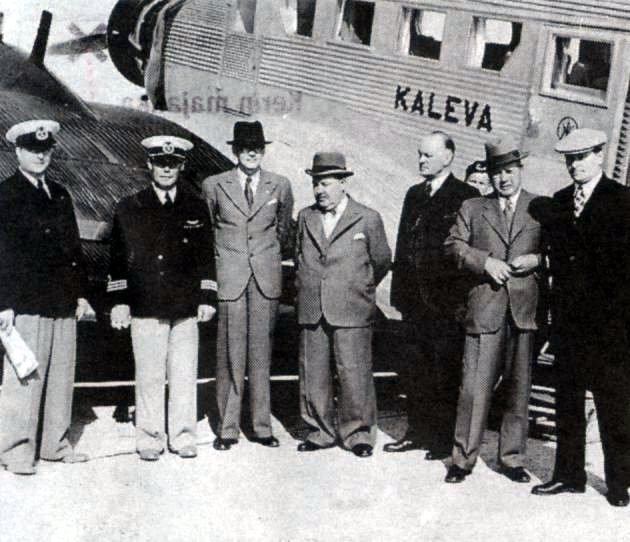
کالوا (هواپیما) و مسافرین

هواپیمای کالوا در ۱۴ ژوئن ۱۹۴۰ میلادی، در پرواز ۱۶۳۱ از تالین در استونی به سمت هلسینکی در فنلاند در حال حرکت بود که بر فراز خلیج فنلاند توسط دو بمب افکن ایلیوشین دی‌بی-۳ شوروی سرنگون شد و همهٔ ۹ سرنشین آن کشته شدند. دولت فنلاند از ترس واکنش خصمانه شوروی هیچ شکایت یا سؤالی برای شوروی ارسال نکرد و دلیل واقعی سقوط از دید مردم پنهان بود. این به دلیل فشار شدیدی بود که در خلال صلح موقت توسط شوروی به فنلاند وارد شد. پس از شروع جنگ، ادامه این واقعه به تفصیل توسط دولت شرح داده شد.

## توضیحات
«کالوا» یک نام تجاری برای یک هواپیمای تک موتوره سبک است که توسط شرکت داهرایم کانا دیزاین و تولید می‌شود. این هواپیما از نوع ورزشی و تفریحی است و به عنوان یک هواپیمای آموزشی نیز مورد استفاده قرار می‌گیرد. کالوا به دلیل طراحی زیبا، کارایی بالا و قیمت مناسب، جذابیت زیادی برای خریداران تازه‌وارد در عرصه هوانوردی دارد.

###### برخی ویژگی‌های کلیدی کالوا شامل موارد زیر است
1. ساختار: کالوا دارای ساختار سبکی است که از مواد مقاوم و فناوری‌های پیشرفته ساخته شده‌است. این ساختار باعث کاهش وزن هواپیما و افزایش کارایی آن می‌شود.
2. موتور: کالوا از یک موتور تک موتوره استفاده می‌کند که توانایی تأمین قدرت لازم برای پرواز را دارد. این موتور با کارایی بالا و مصرف سوخت کم، به هواپیما قدرت و سرعت مورد نیاز را می‌دهد.
3. سهولت آموزش: به عنوان یک هواپیمای آموزشی، کالوا برای افراد تازه‌وارد در زمینه هوانوردی بسیار مناسب است. طراحی کابین آن و کنترل‌های ساده، به دانشجویان هواپیمایی کمک می‌کند تا به راحتی پرواز را یاد بگیرند.
4. کاربردها: علاوه بر آموزش، کالوا به عنوان یک هواپیمای تفریحی نیز مورد استفاده قرار می‌گیرد. افرادی که به دنبال تجربه پرواز و لذت بردن از مناظر زیبا هستند، می‌توانند از این هواپیما بهره ببرند.
5. امکانات نوآورانه: کالوا با امکانات نوآورانه‌ای مانند سیستم‌های مدیریت پرواز، ناوبری دیجیتال و تجهیزات ایمنی، به خلبانان امکان مدیریت بهتر پرواز را می‌دهد و راحتی و امنیت بیشتری را فراهم می‌کند.

در کل، کالوا به عنوان یک هواپیمای ورزشی، آموزشی و تفریحی، با ترکیبی از کارایی، طراحی زیبا و قابلیت انعطاف‌پذیری، در بازار هوانوردی جای خود را دارد. این هواپیما مناسب برای افرادی است که به دنبال شروع یک ماجراجویی هوانوردی هستند یا قصد آموزش هواپیمایی را دارند